# Iugoslàvia al Festival d'Eurovisió de Joves Músics
Iugoslàvia va participar quatre vegades al Festival d'Eurovisió de Joves Músics, va debutar el 1986 i va fer aparicions a tots els concursos fins a l'últim el 1992.

## Participacions
Llegenda
| Any  | Seu         | Artista           | Instrument | Final                | Semifinal |
| ---- | ----------- | ----------------- | ---------- | -------------------- | --------- |
| 1986 | Copenhaguen | Aleksandar Madžar | Piano      | -                    | -         |
| 1988 | Amsterdam   | Violeta Smailovic | Violí      | No es va classificar | -         |
| 1990 | Viena       | Dejan Božić       | Violoncel  | No es va classificar | -         |
| 1992 | Brussel·les | Ognjen Popović    | Clarinet   | No es va classificar | -         |